# Phil Hawksworth
Philip „Phil“ Hawksworth (* 28. April 1913; † 17. Januar 2003) war ein neuseeländischer Badmintonspieler. Margaret Hawksworth, ebenfalls eine erfolgreiche Badmintonspielerin, war seine Ehefrau.

## Karriere
Phil Hawksworth gilt als Pionier des Badmintons in Neuseeland. 1936, 1937 und 1938 gewann er jeweils alle drei möglichen Titel bei den nationalen Meisterschaften: im Einzel, im Doppel sowie im Mixed (dabei stets zusammen mit seiner Ehefrau Margaret Hawksworth). Im folgenden Jahr 1939 siegte er erneut im Herrendoppel und im Mixed mit seiner Ehefrau. 
Nachdem die Meisterschaften von 1940 bis 1946 nicht ausgetragen worden waren, gelang Hawksworth gleich 1947 wieder der Titelgewinn im Mixed mit seiner Ehefrau. Die letzten Erfolge seiner Karriere erzielte er dann 1950 im Einzel und im Mixed, diesmal allerdings nicht mit seiner Ehefrau, sondern mit der Spielerin M. Potts.

## Sportliche Erfolge
| Saison | Veranstaltung                     | Disziplin    | Platz | Name                                  |
| ------ | --------------------------------- | ------------ | ----- | ------------------------------------- |
| 1936   | Neuseeland: Einzelmeisterschaften | Herreneinzel | 1     | Phil Hawksworth                       |
| 1936   | Neuseeland: Einzelmeisterschaften | Mixed        | 1     | Phil Hawksworth / Nancy Fleming       |
| 1936   | Neuseeland: Einzelmeisterschaften | Herrendoppel | 1     | Phil Hawksworth / G. A. Pearce        |
| 1937   | Neuseeland: Einzelmeisterschaften | Herrendoppel | 1     | Phil Hawksworth / G. A. Pearce        |
| 1937   | Neuseeland: Einzelmeisterschaften | Herreneinzel | 1     | Phil Hawksworth                       |
| 1937   | Neuseeland: Einzelmeisterschaften | Mixed        | 1     | Phil Hawksworth / Margaret Hawksworth |
| 1938   | Neuseeland: Einzelmeisterschaften | Mixed        | 1     | Phil Hawksworth / Margaret Hawksworth |
| 1938   | Neuseeland: Einzelmeisterschaften | Herreneinzel | 1     | Phil Hawksworth                       |
| 1938   | Neuseeland: Einzelmeisterschaften | Herrendoppel | 1     | Phil Hawksworth / G. A. Pearce        |
| 1939   | Neuseeland: Einzelmeisterschaften | Herrendoppel | 1     | Phil Hawksworth / G. A. Pearce        |
| 1939   | Neuseeland: Einzelmeisterschaften | Mixed        | 1     | Phil Hawksworth / Margaret Hawksworth |
| 1947   | Neuseeland: Einzelmeisterschaften | Mixed        | 1     | Phil Hawksworth / Margaret Hawksworth |
| 1950   | Neuseeland: Einzelmeisterschaften | Mixed        | 1     | Phil Hawksworth / M. Potts            |
| 1950   | Neuseeland: Einzelmeisterschaften | Herreneinzel | 1     | Phil Hawksworth                       |